# Dickinson (inslagkrater)
Dickinson is een inslagkrater op Venus. Dickinson werd in 1985 genoemd naar de Amerikaanse dichteres Emily Dickinson (1830-1886).
De krater heeft een diameter van 67,5 kilometer en bevindt zich in het uiterste noordoosten van het quadrangle Atalanta Planitia (V-4).
De krater is complex en wordt gekenmerkt door een gedeeltelijke centrale ring en een vloer die wordt overspoeld door radardonkere en radarheldere materialen. Ruwe ejecta strekken zich uit rondom de krater, behalve in het westen. Het ontbreken van ejecta naar het westen kan erop wijzen dat het botslichaam dat de krater veroorzaakte een schuine inslag vanuit het westen was. Uitgebreide radarheldere stromen die afkomstig zijn van de oostelijke wanden van de krater kunnen grote hoeveelheden gesmolten inslagmateriaal vertegenwoordigen of ze kunnen het resultaat zijn van vulkanisch materiaal dat vrijgekomen is tijdens de inslag.